# 전치 암호
전치 암호(前置暗號], transposition cipher)는 암호학에서 평문 단위의 위치(보통 문자열이나 문자열의 그룹)가 정규 시스템에 따라 이동되면서 암호문이 평문 순열을 이루는 암호화 방식이다. 즉, 단위 순서가 바뀌는 것(평문 순서 재배치)이다. 수학적으로 전단사 함수는 암호화를 위해 문자의 위치에, 복호화를 위해 역함수에 사용된다.

## 같이 보기
- 치환 암호
- 밴 (컴퓨팅)

## 참고 문헌
- Kahn, David. The Codebreakers: The Story of Secret Writing. Rev Sub. Scribner, 1996.
- Yardley, Herbert.  The American Black Chamber.  Bobbs-Merrill, 1931.